# Iriney Santos da Silva
Iriney Santos da Silva, kurz Iriney (* 23. April 1981 in Humaitá) ist ein ehemaliger brasilianischer Fußballspieler. Aufgrund seiner langjährigen Tätigkeit als Spieler in Spanien besitzt Iriney mittlerweile auch einen spanischen Pass.

## Spielerkarriere

### Brasilien
Iriney startete seine Karriere als Fußballer in seiner brasilianischen Heimat beim Nacional FC (AM) in der Saison 1998/99. Anschließend spielte er bei Manauense und zwei Jahre lang beim brasilianischen Topclub AD São Caetano. Den Club verließ er 2002, um seine Chance in Europa wahrzunehmen.

### Rayo Vallecano
Im August 2002 unterschrieb Iriney einen Vertrag beim spanischen Erstligisten Rayo Vallecano. Die Zeit nach dem Wechsel verlief zunächst einmal enttäuschend für ihn. Zum einen wurde er in der gesamten Saison nur in 14 Spielen eingesetzt, zum anderen stieg sein neuer Verein als Tabellenletzter ab. Im Jahr darauf wurde Iriney Stammspieler in der Segunda División und spielte in 36 Partien. Doch für seine Mannschaft ging es erneut eine Liga runter und so wurde Rayo von der ersten in die dritte Liga in nur zwei Jahren durchgereicht. Trotz allem blieb Iriney beim Madrider Vorstadtclub, verließ diesen aber nach dem gescheiterten Versuch zum sofortigen Wiederaufstieg.

### Celta Vigo
Im Sommer 2005 wechselte Iriney zum Erstliga-Aufsteiger Celta Vigo. Bei den Galiciern erkämpfte er sich einen Stammplatz in der Primera División und erreichte mit seiner Mannschaft den UEFA-Pokal. In der Saison 2006/2007 erzielte Iriney sein erstes Tor in der Primera División beim 1:1 auswärts bei Racing Santander. Doch erneut stieg der Brasilianer mit seiner Mannschaft in die Segunda División ab. In der Vorbereitungsphase kam es schließlich zum Eklat, da sich Iriney trotz gültigen Vertrags weigerte mit in die 2. Liga zu gehen. So kam es, dass der Mittelfeldspieler bei Celta zwar aus dem Spielerkader gestrichen wurde, aber keine Freigabe für einen anderen Club erhielt.

### Die letzten Jahre
Nach sechs Monaten des Wartens und u. a. dem gescheiterten Wechsel zu Racing Santander unterschrieb der Brasilianer Anfang 2008 einen bis Sommer 2009 gültigen Vertrag bei Aufsteiger UD Almería. Sein Debüt gab er am 16. März 2008 beim 2:2 gegen den FC Barcelona. Nach einem Jahr in Andalusien ging er 2009 zu Betis Sevilla. Für die Südspanier stand er in drei Jahren in insgesamt einhundert Ligaspielen auf dem Platz. Einem einjährigen Zwischenstopp beim FC Granada folgte 2013 der Wechsel auf die britische Insel zum englischen Zweitligisten FC Watford.